# Bilder ur en barndom
Bilder ur en barndom (även Sagornas saga, ryska: Сказка сказок Skazka skazok), är en 29 minuter lång sovjetisk/rysk animerad kortfilm, regisserad av Jurij Norsjtejn och producerad av Sojuzmultfilm år 1979.
Den har vid flera tillfällen blivit utnämnd till "Världens bästa animerade film".

## Bakgrund
Filmen bygger på olika fragmentariska minnen från regissören Jurij Norsjtejns barndom. 